# Juho Matsalu
Juho Matsalu, gebürtig Joan Matson (* 9. Augustjul. / 22. August 1911greg. in Sindi, Gouvernement Estland; † 1. August 1987 in Tartu, Estnische SSR) war ein estnischer Fußballspieler, -schiedsrichter und -trainer. In den 1930er Jahren estnisierte er seinen Namen.

## Leben
Juho Matsalu begann seine Fußballkarriere im Jahr 1929 beim JK Pärnu Tervis. Ab 1936 spielte er für JS Estonia Tallinn. Mit dem Verein wurde Matsalu in den Jahren 1936, 1938, 1939 Estnischer Fußballmeister.
Von 1937 bis 1940 spielte Matsalu vierzehnmal für die Estnische Fußballnationalmannschaft. Mit der Nationalelf nahm er zweimal am Baltic Cup teil und gewann die Austragung im Jahr 1938.
Nach seinem Karriereende als Spieler trainierte Matsalu von 1947 bis 1948 Kalev Tartu. Danach war er in Estland als Schiedsrichter aktiv. Er leitete dabei unter anderem das Finale des Estnischen Fußballpokals im Jahr 1955.

## Erfolge
mit dem JS Estonia Tallinn:
- Estnischer Meister (3): 1936, 1938, 1939

mit Estland:
- Baltic Cup (1): 1938